# シンティレーション
シンティレーション（欧字名:Scintillation、2019年1月15日 - ）は、日本の競走馬。主な勝ち鞍に2025年の小倉牝馬ステークス。
馬名の意味は、閃光。母名より連想。

## 経歴
2021年7月25日、函館競馬場5Rの2歳新馬戦でデビューし、2着。次走の未勝利戦で初勝利を収めた。初の重賞挑戦で出走したアルテミスステークスは6着に終わる。
3歳となった2022年シーズンは初戦の若竹賞で2勝目をマーク。3月21日のフラワーカップは1番人気に支持されたが、不得手な馬場も影響して3着に敗れた。その後は長期休養に入った。
4歳シーズン以降は条件戦で出走を重ねた。5歳となった2024年8月3日に行われた3勝クラスの新潟日報賞を11番人気で制し、晴れてオープンクラスに昇格。10月14日の府中牝馬ステークスは10番人気と低評価だったが、直線外を豪快に伸びて2着に好走した。初GIのエリザベス女王杯はレガレイラの強引な割り込みとコンクシェルの斜行の影響もあって10着に沈む。

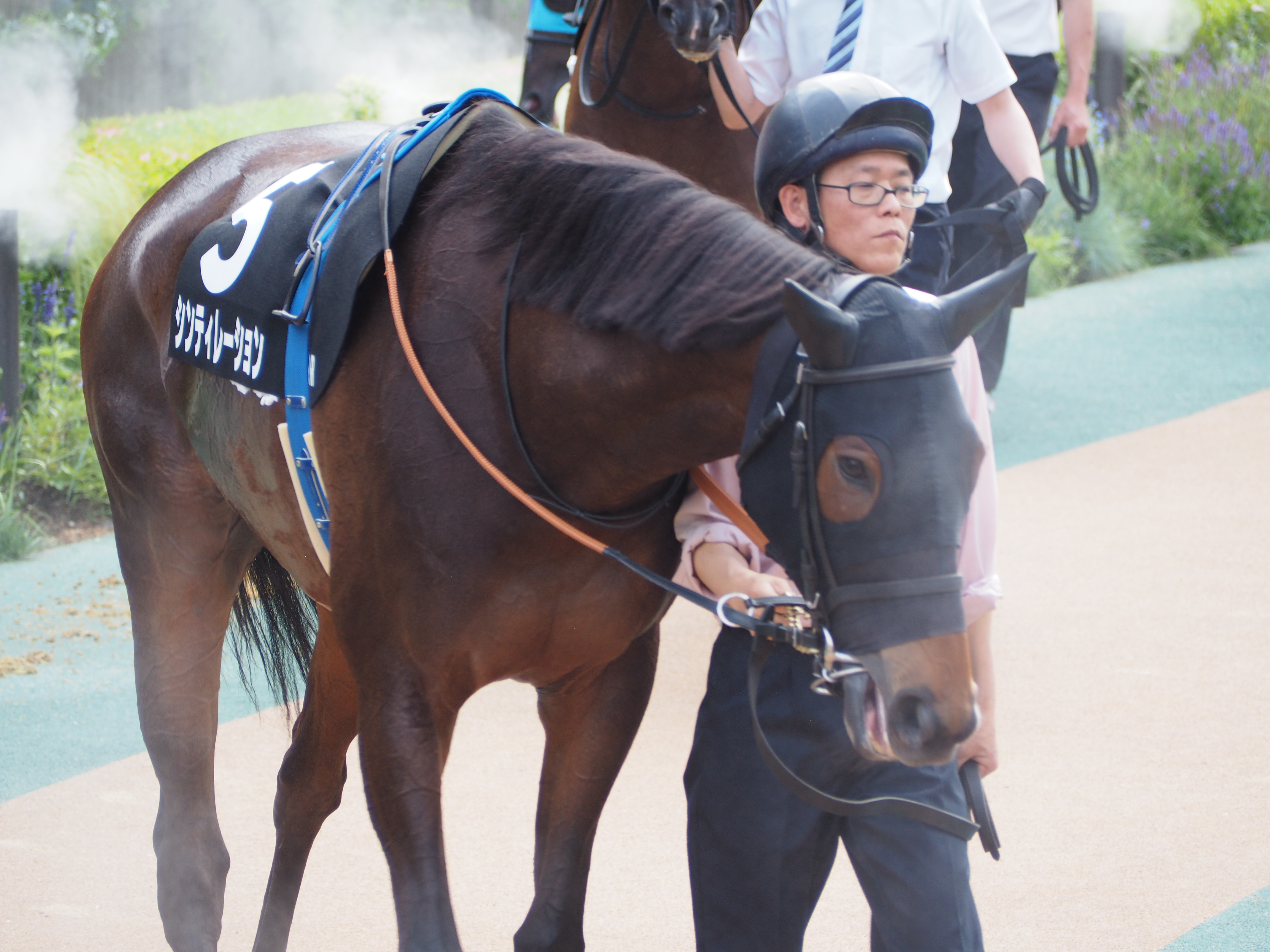
調布特別パドック（2023年5月21日）

6歳シーズンは今年度より創設された重賞競走である2025年1月25日の小倉牝馬ステークスより始動。直線内から抜け出し、外を伸びてきたフェアエールングともつれ合ったままゴール。写真判定の結果、同着での重賞初制覇を果たした。JRA重賞での1着同着は、2021年のチューリップ賞（エリザベスタワー&メイケイエール）以来、12度目である。3月8日の中山牝馬ステークスでは道中後方追走から懸命に脚を伸ばしたが7着に敗退した。3月12日にシルクホースクラブの公式サイトで現役を引退し繁殖入りすることが発表された。そして3月14日付けでJRAとしての競走馬登録を抹消し、繁殖牝馬となる（繋養先については未定）。

## 競走成績
以下の内容は、netkeiba.comおよびJBISサーチに基づく。
| 競走日     | 競馬場 | 競走名           | 格   | 距離（馬場）  | 頭 数 | 枠 番 | 馬 番 | オッズ （人気） | 着順 | タイム （上り3F） | 着差 | 騎手          | 斤量 [kg] | 1着馬（2着馬）       | 馬体重 [kg] |
| ---------- | ------ | ---------------- | ---- | ------------- | ----- | ----- | ----- | --------------- | ---- | ----------------- | ---- | ------------- | --------- | -------------------- | ----------- |
| 2021.07.25 | 函館   | 2歳新馬          |      | 芝1800m（良） | 8     | 4     | 4     | 003.40（2人）   | 02着 | R1:49.1（36.8）   | -0.6 | 0横山武史     | 54        | トップキャスト       | 454         |
| 0000.08.28 | 札幌   | 2歳未勝利        |      | 芝1800m（良） | 8     | 3     | 3     | 001.70（1人）   | 01着 | R1:49.2（35.3）   | -0.4 | 0横山武史     | 54        | （ポッドボレット）   | 452         |
| 0000.10.30 | 東京   | アルテミスS      | GIII | 芝1600m（良） | 11    | 4     | 4     | 012.00（5人）   | 06着 | R1:34.7（34.5）   | -0.7 | 0横山武史     | 54        | サークルオブライフ   | 450         |
| 2022.01.23 | 中山   | 若竹賞           | 1勝  | 芝1800m（良） | 11    | 7     | 8     | 005.40（2人）   | 01着 | R1:49.1（35.3）   | -0.0 | 0横山武史     | 54        | （デインティハート） | 462         |
| 0000.03.21 | 中山   | フラワーC        | GIII | 芝1800m（良） | 12    | 3     | 3     | 003.70（1人）   | 03着 | R1:48.9（35.2）   | -0.4 | 0横山武史     | 54        | スタニングローズ     | 458         |
| 2023.01.21 | 中山   | 東雲賞           | 2勝  | 芝1800m（稍） | 9     | 6     | 6     | 003.10（2人）   | 04着 | R1:49.2（35.8）   | -0.3 | 0C.ルメール   | 54        | ゴーゴーユタカ       | 472         |
| 0000.04.16 | 中山   | 野島崎特別       | 2勝  | 芝2000m（重） | 15    | 8     | 15    | 003.70（2人）   | 02着 | R2:00.9（35.7）   | -0.3 | 0C.ルメール   | 56        | モカフラワー         | 474         |
| 0000.05.21 | 東京   | 調布特別         | 2勝  | 芝1800m（良） | 10    | 5     | 5     | 002.90（2人）   | 02着 | R1:45.4（34.2）   | -0.1 | 0C.ルメール   | 56        | アドマイヤハレー     | 478         |
| 0000.07.15 | 函館   | かもめ島特別     | 2勝  | 芝1800m（重） | 14    | 6     | 9     | 002.70（1人）   | 03着 | R1:51.4（36.5）   | -0.1 | 0C.ルメール   | 56        | カヨウネンカ         | 484         |
| 2024.01.20 | 中山   | 東雲賞           | 2勝  | 芝1800m（良） | 10    | 5     | 5     | 002.00（1人）   | 01着 | R1:47.3（34.8）   | -0.1 | 0C.ルメール   | 56        | （グランドライン）   | 482         |
| 0000.03.17 | 中山   | スピカS          | 3勝  | 芝1800m（良） | 16    | 8     | 16    | 023.40（8人）   | 04着 | 01:47.9（34.6）   | -0.3 | 0岩田康誠     | 56        | グランディア         | 486         |
| 0000.05.19 | 京都   | パールS          | 3勝  | 芝2000m（良） | 12    | 4     | 4     | 006.60（4人）   | 06着 | 02:00.5（34.4）   | -0.2 | 0鮫島克駿     | 56        | エンパイアウエスト   | 484         |
| 0000.08.03 | 新潟   | 新潟日報賞       | 3勝  | 芝1800m（良） | 16    | 2     | 3     | 035.4（11人）   | 01着 | 01:44.1（33.3）   | -0.1 | 0和田竜二     | 56        | （トロヴァトーレ）   | 480         |
| 0000.10.14 | 東京   | 府中牝馬S        | GII  | 芝1800m（良） | 15    | 6     | 10    | 037.2（10人）   | 02着 | R1:44.9（32.8）   | -0.2 | 0戸崎圭太     | 55        | ブレイディヴェーグ   | 480         |
| 0000.11.10 | 京都   | エリザベス女王杯 | GI   | 芝2200m（良） | 17    | 6     | 12    | 010.40（4人）   | 10着 | 02:12.0（34.6）   | -0.9 | 0T.マーカンド | 56        | スタニングローズ     | 476         |
| 2025.01.25 | 小倉   | 小倉牝馬S        | GIII | 芝2000m（良） | 18    | 4     | 7     | 007.80（3人）   | 01着 | 01:58.4（35.3）   | 同着 | 0杉原誠人     | 55        | フェアエールング     | 478         |
| 0000.03.08 | 中山   | 中山牝馬S        | GIII | 芝1800m（良） | 14    | 7     | 12    | 009.10（5人）   | 07着 | R1:47.4（34.4）   | -0.3 | 0杉原誠人     | 56        | シランケド           | 478         |

## 血統表
| シンティレーションの血統        | シンティレーションの血統           | シンティレーションの血統           | （血統表の出典）                   | （血統表の出典）  |
| 父系                            | キングマンボ系                     | キングマンボ系                     | キングマンボ系                     | [ § 2 ]           |
| 父 ロードカナロア 2008 鹿毛     | 父の父キングカメハメハ 2001 鹿毛   | Kingmambo                          | Mr.Prospector                      | Mr.Prospector     |
| 父 ロードカナロア 2008 鹿毛     | 父の父キングカメハメハ 2001 鹿毛   | Kingmambo                          | Miesque                            |                   |
| 父 ロードカナロア 2008 鹿毛     | 父の父キングカメハメハ 2001 鹿毛   | *マンファス                        | *ラストタイクーン                  | *ラストタイクーン |
| 父 ロードカナロア 2008 鹿毛     | 父の父キングカメハメハ 2001 鹿毛   | *マンファス                        | Pilot Bird                         |                   |
| 父 ロードカナロア 2008 鹿毛     | 父の母レディブラッサム 1996 鹿毛   | Storm Cat                          | Storm Bird                         | Storm Bird        |
| 父 ロードカナロア 2008 鹿毛     | 父の母レディブラッサム 1996 鹿毛   | Storm Cat                          | Terlingua                          |                   |
| 父 ロードカナロア 2008 鹿毛     | 父の母レディブラッサム 1996 鹿毛   | *サラトガデュー                    | Cormorant                          | Cormorant         |
| 父 ロードカナロア 2008 鹿毛     | 父の母レディブラッサム 1996 鹿毛   | *サラトガデュー                    | Super Luna                         |                   |
| 母 ファシネートダイア 2009 鹿毛 | 母の父アグネスタキオン 1998 栗毛   | *サンデーサイレンス                | Halo                               | Halo              |
| 母 ファシネートダイア 2009 鹿毛 | 母の父アグネスタキオン 1998 栗毛   | *サンデーサイレンス                | Wishing Well                       |                   |
| 母 ファシネートダイア 2009 鹿毛 | 母の父アグネスタキオン 1998 栗毛   | アグネスフローラ                   | *ロイヤルスキー                    | *ロイヤルスキー   |
| 母 ファシネートダイア 2009 鹿毛 | 母の父アグネスタキオン 1998 栗毛   | アグネスフローラ                   | アグネスレディー                   |                   |
| 母 ファシネートダイア 2009 鹿毛 | 母の母トコア 1997 黒鹿毛           | *カーネギー                        | Sadler's Wells                     | Sadler's Wells    |
| 母 ファシネートダイア 2009 鹿毛 | 母の母トコア 1997 黒鹿毛           | *カーネギー                        | Detroit                            |                   |
| 母 ファシネートダイア 2009 鹿毛 | 母の母トコア 1997 黒鹿毛           | *パーソナルファイル                | Private Account                    | Private Account   |
| 母 ファシネートダイア 2009 鹿毛 | 母の母トコア 1997 黒鹿毛           | *パーソナルファイル                | *ベーシイド                        |                   |
| 母系(F-No.)                     | パーソナルファイル(IRE)系(FN:23-b) | パーソナルファイル(IRE)系(FN:23-b) | パーソナルファイル(IRE)系(FN:23-b) | [ § 3 ]           |
| 5代内の近親交配                 | Northern Dancer：S5×M5             | Northern Dancer：S5×M5             | Northern Dancer：S5×M5             | [ § 4 ]           |
| 出典                            | 1. 2. 3. 4.                        | 1. 2. 3. 4.                        | 1. 2. 3. 4.                        | 1. 2. 3. 4.       |

- 伯父にアドマイヤコマンド（2008年青葉賞）
- 3代母パーソナルファイルの半兄にリンドシェーバー（1990年朝日杯3歳ステークス）
- そのほかの近親にオーミアリス（2014年小倉2歳ステークス）